# Thorvald Bindesbølls Plads
Thorvald Bindebølls Plads er en plads i Carlsberg Byen i København. Midt på pladsen finder man den bevaringsværdige Halmlageret. Pladsen er en del af Carlsberg Byens transformation fra bryggeri til boligkvarter. Tæt ved pladsen finder man parken Vest for humlen.
|  |  |  |